# لئون یک
لئون یک (هلندی: Léon Jeck; ۸ فوریهٔ ۱۹۴۷ – ۲۴ ژوئن ۲۰۰۷) بازیکن فوتبال اهل بلژیک بود.
از باشگاه‌هایی که در آن بازی کرده‌است می‌توان به باشگاه فوتبال استاندارد لیژ و باشگاه فوتبال یونیون سنت ژیل اشاره کرد.